# Jaroslav Pušbauer
Jaroslav Pušbauer (Prága, 1901. július 31. – Prága, 1974. június 6.) csehszlovák olimpikon, Európa-bajnok jégkorongozó.
Első olimpiája az 1928. évi téli olimpiai játékok volt. A jégkorongtornán a csehszlovákok a B csoportba kerültek. Az első mérkőzésen a svédektől kikaptak 3–0-ra, majd a lengyeleket verték 3–2-ra. A csoportban a másodikok lettek és nem jutottak tovább. Összesítésben a 8. helyen végeztek.
Miután a csehszlovák válogatott kihagyta az 1932-es téli olimpiát, az 1936. évi téli olimpiai játékok visszatért, hogy utoljára játsszon az olimpiai jégkorongtornán. A csapat a C csoportba került. Először a belga válogatottat verték 5–0-ra, majd a magyarokat 3–0-ra végül a franciákat 2–0-ra. A középdöntőben a B csoportba kerültek. Az első mérkőzésen 2–0-ra kikaptak az amerikai csapattól. A svédeket 4–1-re verték. Az utolsó mérkőzésen az osztrák válogatottat győzték le 2–1-re. Csoport másodikként bejutottak a végső négyes döntőbe. Az első mérkőzésen újra kikaptak az amerikaiaktól 2–0-ra, majd a britektől 5–0-ra, végül Kanadától 7–0-ra, így a 4. helyen végeztek.
Összesen 9 Európa-bajnoki érmet nyert. Négy aranyat (1925, 1929, 1933), három ezüstöt (1926, 1936, 1938), és négy bronzot (1923, 1931, 1934, 1935).
Jégkorong-világbajnokságon kettő bronzérmet szerzett: 1933, 1938.
Tagja a Cseh Jégkorong Hírességek Csarnokának.